# 橋本和幸
橋本 和幸（はしもと かずゆき、1965年 - ）は、日本の芸術家、空間デザイナー。東京藝術大学美術学部 美術学部長、大学院美術研究科長、デザイン科第9研究室（Design Embody）教授。

## 経歴
神奈川県横浜市鶴見区出身。神奈川県立横浜翠嵐高等学校を卒業後、馬車道美術研究所を経て東京藝術大学美術学部デザイン科に入学。同大学大学院美術研究科構成デザイン専攻修士課程を修了。1993年に鹿島建設に入社し、インテリアデザイナーとしてホテル、住宅、商業施設の設計に携わった。2006年より東京藝術大学で教鞭を執り、2025年時点で同美術学部長、大学院美術研究科長、デザイン科第9研究室（Design Embody）教授を務めている。

## 略歴
- 1965年 神奈川県横浜市鶴見区生まれ
- 1984年 神奈川県立横浜翠嵐高等学校卒業
- 1991年 東京藝術大学美術学部デザイン科卒業
- 1993年 東京藝術大学大学院美術研究科構成デザイン専攻修了
- 1993年 鹿島建設株式会社 入社（インテリアデザイン部）
- 2003年 株式会社イリア
- 2003年 東京藝術大学デザイン科 非常勤講師
- 2006年 同 助教授
- 2007年 同 准教授
- 2013年 同 副学部長（～2018年）
- 2017年 同 教授
- 2025年 同 美術学部長、大学院美術研究科長

## 主な活動
橋本は1990年代より、美術展や空間デザインの分野で活動しており、アート作品の発表、ホテル・商業施設・住空間の内装設計、地域との連携によるアートプロジェクトなどを手がけている。2024年より東京藝術大学 芸術未来研究場 瀬戸内海分校特別プロジェクトリーダーとして香川県と香川大学と連携した事業を進めている。

### 美術・展覧会活動
- 1980年代末より、グループ展・個展への出展を開始。東京藝術大学卒業制作（1991年）では大学買上賞を受賞[4]。
- 「木のデザイン展」（2010年、2011年）、GTS観光アートプロジェクト（2010～2012年）など、地域とアートを結びつけた活動を展開。
- 「SUTTEN（素展）」（2019年、スパイラル）、「SDGs × ARTs展」（2021年）など、社会課題に着目したアートイベントにも参加。
- 研究室成果展「クラムボンっておぼえてる？」などを主催。

### 空間・インテリアデザイン
- 鹿島建設在職中およびフリーランスとして、ホテルモントレ、ホテル日航など全国の宿泊施設の内装を担当。
- コレド日本橋、広島三越、いちごグループホールディングスなど商業施設の空間演出を手がける。

### 地域連携・教育活動
- 「美術ワークショップ in 小豆島」（2006年～）、森と子どもをつなぐ拠点づくり（2020年～）などを実施。
- 「藝大×子ども展」（2019年）、「センサリールームプロジェクト」（2021年～）など教育・福祉とデザインの連携も行っている[5]。
- 光州デザインビエンナーレ（2015年）、瀬戸内国際芸術祭（2016年）にも出展。